# Maria Günzl
Maria Günzl, auch Marie Günzl (* 23. März 1896 in Zwodau, Österreich-Ungarn; † 7. Januar 1983 in Planegg), war eine bayerische Politikerin (SPD) und Abgeordnete des Bayerischen Landtags.

## Leben
Günzl besuchte die Volksschule und anschließend drei Jahre die Mittelschule. 1910 wurde sie Mitglied im Verband jugendlicher Arbeiter Österreichs. Daneben arbeitete sie als Fabrikarbeiterin und wurde später Referentin für Jugendarbeit in Westböhmen. 1918 bis 1927 war Günzl Bezirksvorsitzende des sozialdemokratischen Frauenverbandes Graslitz und vom 1. Januar 1927 bis zum 30. September 1938 war sie Frauensekretärin der Kreisorganisation der Deutschen Sozialdemokratischen Arbeiterpartei in Karlsbad. In dieser Zeit wurde sie Mitarbeiterin in der Redaktion des Volkswillen sowie 1932 Vorsitzende des genossenschaftlichen Frauenkomitees im Sudetenland.
Nach dem Münchner Abkommen und der folgenden Annexion des Sudetenlandes wurde Günzl 1938 von der Gestapo verhaftet und in Eger inhaftiert. Ostern 1939 erfolgte ihre Einlieferung in das KZ Lichtenburg sowie Ende Mai 1939 die Überstellung in das KZ Ravensbrück. Von 1941 bis 1945 war sie arbeitsdienstverpflichtet für ein Lagerhausunternehmen in Graslitz. Noch 1945 wurde Günzl erneut verhaftet, da sie einen Fallschirmspringer der Royal Air Force illegal unterstützt hatte. Günzls für den 8. Mai 1945 vorgesehene Hinrichtung wurde jedoch nicht mehr vollzogen, da sie von revoltierenden Bürgern noch aus dem Gefängnis befreit wurde.
Nach Ende des Zweiten Weltkrieges wurde Günzl ab 1946 als Heimatvertriebene in Bayern ansässig. Dort begann sie sich wieder politisch zu betätigen.
So war sie vom 1. November 1946 bis zum 30. Juli 1947 Frauensekretärin beim SPD-Unterbezirk München und im Anschluss vom 1. April 1948 bis zum 31. Dezember 1950 Frauensekretärin beim SPD-Bezirk Südbayern. 1948 bis 1972 gehörte sie dem Kreistag München-Land an. 1950 bis 1953 war sie Vorsitzende der SPD-Landesfrauenarbeitsgemeinschaft in Bayern. Vom 26. November 1950 bis zum 25. November 1962 war Günzl Abgeordnete des Bayerischen Landtags. Der Landtag wählte sie zum Mitglied der dritten Bundesversammlung, die 1959 Heinrich Lübke zum Bundespräsidenten wählte.
Günzl wurde am 9. Mai 1961 mit dem Bayerischen Verdienstorden ausgezeichnet. Der Maria Günzl-Weg in Planegg ist nach ihr benannt.
Günzl betätigte sich auch schriftstellerisch als Autorin von Märchen, Gedichten und der Niederschrift ihrer Hafterfahrungen. Ihr Nachlass befindet sich im Archiv der Friedrich-Ebert-Stiftung.

## Schriften
- Marie Günzl: Erlebtes Leben. Aus der Geschichte der west-böhmischen Frauenbewegung. München: Die Brücke, 1971
- Maria Günzl: Freiheit wann wirst du auferstehen…. In: Gerda Szepansky (Hrsg.): Frauen leisten Widerstand: 1933–1945. Frankfurt 1994, S. 250–275.